# Гедеон (Виноградов)
Гедеон Виноградов (ум. 1839) — архимандрит Пожайского монастыря, ректор Олонецкой духовной семинарии.

## Биография
Окончил курс в Санкт-Петербургской духовной академии шестым магистром в 1829 году, будучи уже в сане иеромонаха. 
27 августа 1829 году он был назначен законоучителем Первого Кадетского корпуса, в 1831 году переведен на должность инспектора Могилёвской духовной семинарии, а в 1834 году — на должность ректора Олонецкой духовной семинарии в возведением в сан архимандрита. 
4 марта 1836 году он был назначен инспектором Московской духовной академии. «Не гневайтесь, вы и ваши кандидаты сего места, что дело взяло такой оборот», — писал митрополит Московский Филарет ректору Академии архимандриту Филарету Гумилевскому, — «стечением обстоятельств о. Гедеон поставлен был в самое неприятное положение, и несчастие его и терпение, с которым он переносил оное, требовали попечения; а притом, сколько мог я примечать по немногим свиданиям, что он у вас не будет не у места; итак, примите его с миром и старайтесь сделать полезным Академии». Митрополит вообще был расположен к Гедеону и аттестовал его перед Комиссией Духовных училищ в том смысле, что он в качестве преподавателя деятельного богословия «читает лекции усердно, в должности инспектора всегда усматривался исправным и в поведении честным и скромным». 

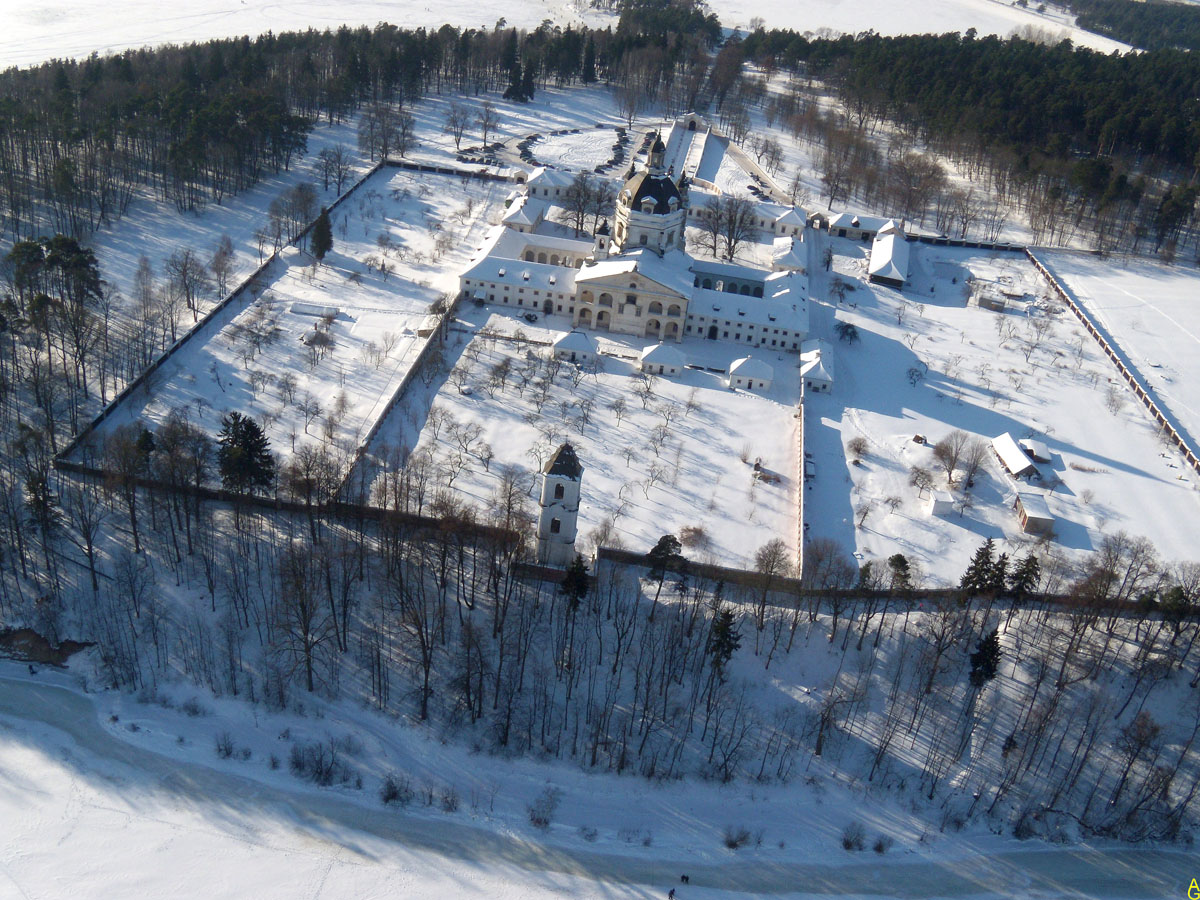
Пожайский Успенский монастырь

Гедеон не долго пробыл инспектором и 19 апреля 1838 года был уволен от училищной службы и назначен настоятелем Пожайский Успенский мужской монастырь (близ Ковно), только что отобранного у замешанных в польском мятеже католических монахов и преобразованного в православный монастырь. Филарет и тут не замедлил ободрить и утешить Гедеона. «Скажите отцу Гедеону», — писал митрополит Филарету Гумилевскому, — «что он назначен настоятелем Пожайского монастыря. Мне жаль, что далеко и что служба особого рода, но такой жребий послал ему Бог. А чтобы он принял сие назначение в истинном его значении, скажите ему, что... Государь Император обращает на сей монастырь особенное внимание и прошедшим летом был в нем, что посему Св. Синод искал на сие место человека, на которого можно было бы положиться. Итак, назначение Св. Синода есть выражение доброго мнения о назначенном... Поэтому я искренно советую ему идти в назначенное место благодушно, стараться оправдать доверие начальства верным и незамедлительным действованием к устройству обители и быть уверену, что начальство будет к нему внимательно и милостиво. В содержании затруднения опасаться нет причин: кроме повышенных окладов, монастырь имеет значительные неокладные доходы». 
Но Гедеон не успел «показать успех благому оку», как советовал ему Филарет, и в следующем 1839 году умер в Пожайском монастыре.